# Велика Бутівка
Вели́ка Бу́тівка —  село в Україні,  Сумській області, Роменському районі. Населення становить 104 особи. Входить до складу Хмелівської сільської громади. До 2020 орган місцевого самоврядування - Басівська сільська рада.

## Населення

### Мова
Розподіл населення за рідною мовою за даними :
| Мова       | Кількість | Відсоток |
| ---------- | --------- | -------- |
| українська | 104       | 100%     |

## Географія
Село Велика Бутівка розташоване на правобережжі річки Хмелівка, вище за течією за 2 км розташоване село Заклимок, нижче за течією на відстані 1 км село Басівка, на протилежному березі - село Червоне.
Через село протікає струмок, що пересихає, із загатою.
Поруч пролягає автомобільний шлях Т 1907.

## Історія
- 12 червня 2020 року, відповідно до розпорядження Кабінету Міністрів України № 723-р «Про визначення адміністративних центрів та затвердження територій територіальних громад Сумської області», село увійшло до складу Хмелівської сільської громади[2].
- 19 липня 2020 року, в результаті адміністративно-територіальної реформи та ліквідації Роменського району(1930-2020), громада увійшла до складу новоутвореного Роменського району[3].

## Економіка
- Молочно-товарна ферма.